# Calocheiridius somalicus
Calocheiridius somalicus är en spindeldjursart som först beskrevs av Lodovico di Caporiacco 1941.  Calocheiridius somalicus ingår i släktet Calocheiridius och familjen Olpiidae. Inga underarter finns listade.